# Citropsis angolensis
Citropsis angolensis là một loài thực vật có hoa trong họ Cửu lý hương. Loài này được Exell mô tả khoa học đầu tiên năm 1927.